# Plaza de Chabuca Granda (Madrid)
La plaza de Chabuca Granda es un espacio público ubicado en el distrito de Hortaleza, en Madrid (España), concretamente en la Calle Mar de Kara.

## Historia
La plaza, dedicada a la cantante peruana Chabuca Granda, fue inaugurada el 1 de noviembre de 1994. Al día siguiente la Embajada de Perú en España organizó un homenaje musical en el Auditorio Nacional con la presencia de María Dolores Pradera, Nati Mistral y Betty Missiego.

### Monumento a las víctimas de la dictadura
En octubre de 2016 el Pleno de Hortaleza aprobó la instalación de un monumento a las víctimas de la dictadura franquista del antiguo pueblo de Hortaleza, entre los que están los miembros de la corporación municipal. La propuesta fue aprobada con los votos de Ahora Madrid y PSOE; el Partido Popular voto en contra mientras que Ciudadanos se abstuvo. El monumento en forma de monolito fue inaugurado el 10 de febrero de 2019.